# Al Arndt
Al Arndt, född 29 augusti 1922 i Chicago Illinois, död 4 mars 2004, var en amerikansk militär och flygare.
Arndt växte upp med en far som invandrat från Tyskland och en amerikansk mor. Efter avslutad skolgång sökte han sig till Army Air Corp där han utexaminerades som pilot i april 1944. Han fortsatte sin flygutbildning med en instruktörsutbildning och inflygning på flermotoriga flygplan innan han placerades i England vid Army Air Corps pilotreserv.
Under första tiden i Europa flög han in förnödenheter till stridsområden med en C-47. På returflygningarna evakuerade han sårade till England. Under det allierade anfallet Operation Varsity i mars 1945 blev han utsedd att tjänstgöra som andrepilot på ett Waco CG4A glidflygplan. I detta uppdrag lyckades han efter en incident medverka till en nödlandning under beskjutning från tyska och där samtliga ombord överlevde och de lyckades också ta sig tillbaks till allierade trupper.
Efter kriget återvände Al Arndt till USA och tjänstgjorde som flyginstruktör för Chiang Kai-sheks kinesiska piloter. Han visade dem hur man kunde använda AT-6 Texan som störtbombare. Han lämnade försvarsmakten under 1950-talet. Han var en tongivande medlem i Confederate Air Force (CAF) under 1980-1990-talen och var en av initiativtagarna till restaureringen av flygplanet Lockheed P-38 Lightening. Han blev den första person som tilldelades CAF:s Distinguished Flying Award sedan han genomfört en nödlandning med en Bamboo Bomber. Som flygare var han verksam inom Civil Air Patrol i Arkansas fram till slutet på 1990-talet.